# Cótimos
Cótimos is een plaats (freguesia) in de Portugese gemeente Trancoso en telt 194 inwoners (2001).